# Бозанта Маре (Марамуреш)
Бозанта Маре (рум. Bozânta Mare) насеље је у Румунији у округу Марамуреш у општини Тауциј-Магерауш. Oпштина се налази на надморској висини од 159 m.

## Становништво
Према подацима из 2002. године у насељу је живело 595 становника, од којих су сви румунске националности.